# Paloma Faith
Paloma Faith (født 21. juli 1981) er en engelsk sangerinde.
Paloma Faith (paloma som betyder ’due’ på spansk) har en grad fra den London-baserede kunstskole St. Martin’s College Of Art And Design, hun har været assistent for en tryllekunstner og er uddannet moderne danser med en fortid som burlesque-danserinde på diverse klubber rundt om i London. Hun har desuden også afprøvet kræfter med filmens verden og medvirket i kostskolefilmen ”St. Trinian’s” og er med i den kommende Terry Gilliam-film ”The Imagination Of Dr. Parnassus”.
Musikalsk bevæger Paloma Faith sig i slipstrømmen på sangerinder som Duffy og Amy Winehouse, men er også i de engelske medier blevet beskrevet som ”Björk besat af Billie Holiday’s spøgelse møder Roisin Murphy fra Moloko”. 
Debutalbummet "Do You Want The Truth Or Something Beautiful?" udkom den 28. september 2009. Albummet er blevet til i samarbejde med garvede sangskrivere som Greg Kurstin, Ed Harcourt, Patrick ”Paddy” Byrne” og svenske Jörgen Elofsson. Hun har skrevet sangen New York, Broken Doll, Stargazer, Smooke and mirrors, og Do You Want The Truth Or Something Beautiful.
Udgav i 2012 sit andet album "Fall To Grace", hvor det store hit var singlen "Picking Up the Pieces".
I 2014 udgav hun albummet "A Perfect Contradiction", der blandt andet indeholdt singlerne "Can't Rely on You" og "Only Love Can Hurt Like This".

## Diskografi
- Do You Want the Truth or Something Beautiful? (2009)
- Fall to Grace (2012)
- A Perfect Contradiction (2014)
- The Architect (2017)
- Infinite Things (2020)
- The Glorification of Sadness (2024)